# Доклады МИДДС Великобритании о правах человека и демократии
Доклады МИДДС Соединённого Королевства о правах человека и демократии — ежегодные публикации Форин-офис о его работе в области продвижения прав человека и демократии, а также о положении с правами человека в «приоритетных» странах (ранее — в странах, «вызывающих озабоченность», Countries of Concern). Первым таким документом был доклад о правах человека, вышедший в 1998 году. Начиная с доклада за 2010 год, в заголовке доклада говорится не только о правах человека, но и о демократии.
Деятельность МИДДС в области прав человека, в том числе и доклад, также оценивается комитетом Палаты общин по иностранным делам.
В докладе за 2016 год к приоритетным странам отнесены Афганистан, Бахрейн, Бангладеш, Бурунди, Венесуэла, ДР Конго, Египет, Зимбабве, Израиль и оккупированные палестинские территории, Ирак, Иран, Йемен, Китай, КНДР, Колумбия, Ливия, Мальдивы, Мьянма (в докладе «Бирма»), Пакистан, Россия, Саудовская Аравия, Сирия, Сомали, Судан, Туркменистан, Узбекистан, Центральноафриканская республика, Шри Ланка, Эритрея, Южный Судан.